# Topobea cordata
Topobea cordata är en tvåhjärtbladig växtart som beskrevs av Henry Allan Gleason. Topobea cordata ingår i släktet Topobea och familjen Melastomataceae.
Artens utbredningsområde är Panamá. Inga underarter finns listade i Catalogue of Life.